# Glen Allen (Alabama)
Pour les articles homonymes, voir Glen Allen.
Glen Allen est une municipalité américaine située dans le comtés de Fayette et de Marion en Alabama.
Selon le recensement de 2010, sa population est de 510 habitants. La municipalité s'étend sur 6,57 milles carrés (17,02 km2). L'essentiel de la ville se trouve dans le comté de Fayette : 458 habitants et 5,47 milles carrés (14,17 km2).

## Démographie
| 1960 | 1970 | 1980 | 1990 | 2000 | 2010 | - | - |
| ---- | ---- | ---- | ---- | ---- | ---- | - | - |
| 131  | 276  | 312  | 350  | 442  | 510  | - | - |